# Двое во вселенной
«Двое во вселенной» (итал. La corrispondenza) — кинофильм режиссёра Джузеппе Торнаторе. Премьера фильма состоялась в Италии 14 января 2016 года. Музыка к фильму была написана Эннио Морриконе и стала его последней киноработой.

## Сюжет
Аспирантка Эми Райан (Ольга Куриленко) в течение долгого времени тайно встречается с несвободным профессором Эдвардом Ферумом, который намного старше её.
Во время последней встречи в номере отеля профессор дарит Эми футляр со звездой. Они созваниваются, когда Эми работает каскадёром во время съёмок фильма, а смс-перепиской Эдвард предсказывает Эми вопрос для экзамена о бозоне Хиггса. Общаясь по скайпу, Эми жалуется профессору, что они не виделись уже 2 месяца. В это время приходит пакет с новыми ключами, которые Эми когда-то потеряла.
Эми не расстаётся с телефоном, постоянно проверяя новые сообщения. На шестую годовщину их знакомства Эдвард присылает букет цветов и диск с видеообращением, которое заканчивается словами «Скоро увидимся».
На конференции Эми узнаёт шокирующую новость о смерти профессора. Несмотря на это, от Эдварда продолжают поступать письма. Эми прилетает в Эдинбург к профессору, не веря в смерть любимого человека. Предвидя приезд Эми в родной город профессора, он присылает ей смс с просьбой навестить нотариуса, который передаёт ей очередной конверт.

## В ролях
| Актёр           | Роль      |
| --------------- | --------- |
| Джереми Айронс  | Эд Ферум  |
| Ольга Куриленко | Эми Райан |
| Саймон Джонс    | Джейсон   |
| Джеймс Уоррен   | Рик       |
| Шона Макдональд | Виктория  |
| Оскар Сандерс   | Николя    |
| Паоло Калабрези |           |
| Анна Савва      | Анжела    |
| Ирина Кара      |           |
| Сэмми Морено    | Алехандро |
| Марк Форде      |           |
| Майкл Сарн      |           |
| Йен Кейрнс      | Джордж    |

## Критика
Елизавета Калугина из Rolling Stone назвала фильм сентиментальной драмой с мистическим оттенком и ярко раскрытой астрономической темой, а также находит сходства с «P. S. Я люблю тебя». The Hollywood Reporter называет роль Ольги Куриленко драматическим бенефисом, отмечая музыку Эннио Морриконе и сравнивая романтизм с одержимостью. Критик из «Российской газеты» оценил музыку и уподобил фильм неторопливому изысканному итальянскому ужину из множества блюд.

## Номинации
Фильм получил 10 номинаций в 4 премиях, включая 5 номинаций в национальной кинопремии Италии Давид ди Донателло.